# 国際観光バス (東京都)

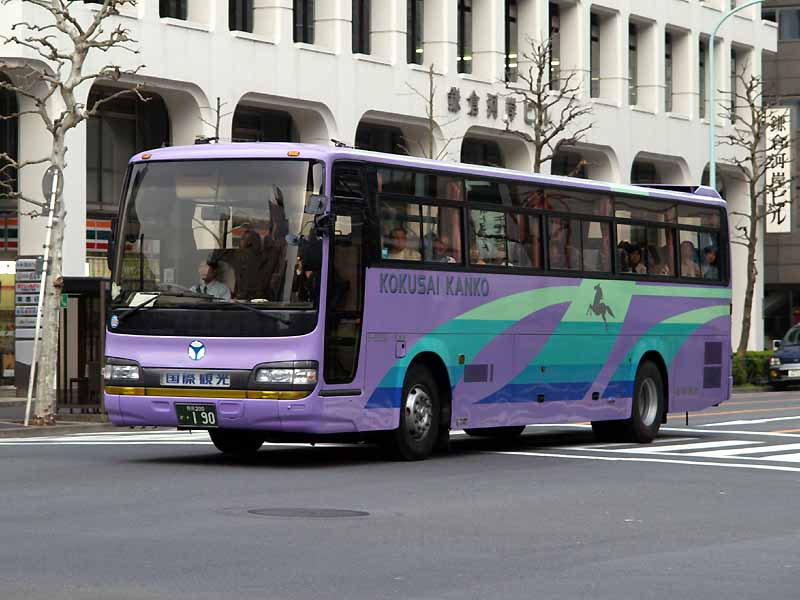
国際観光バスの車両（日野セレガR）

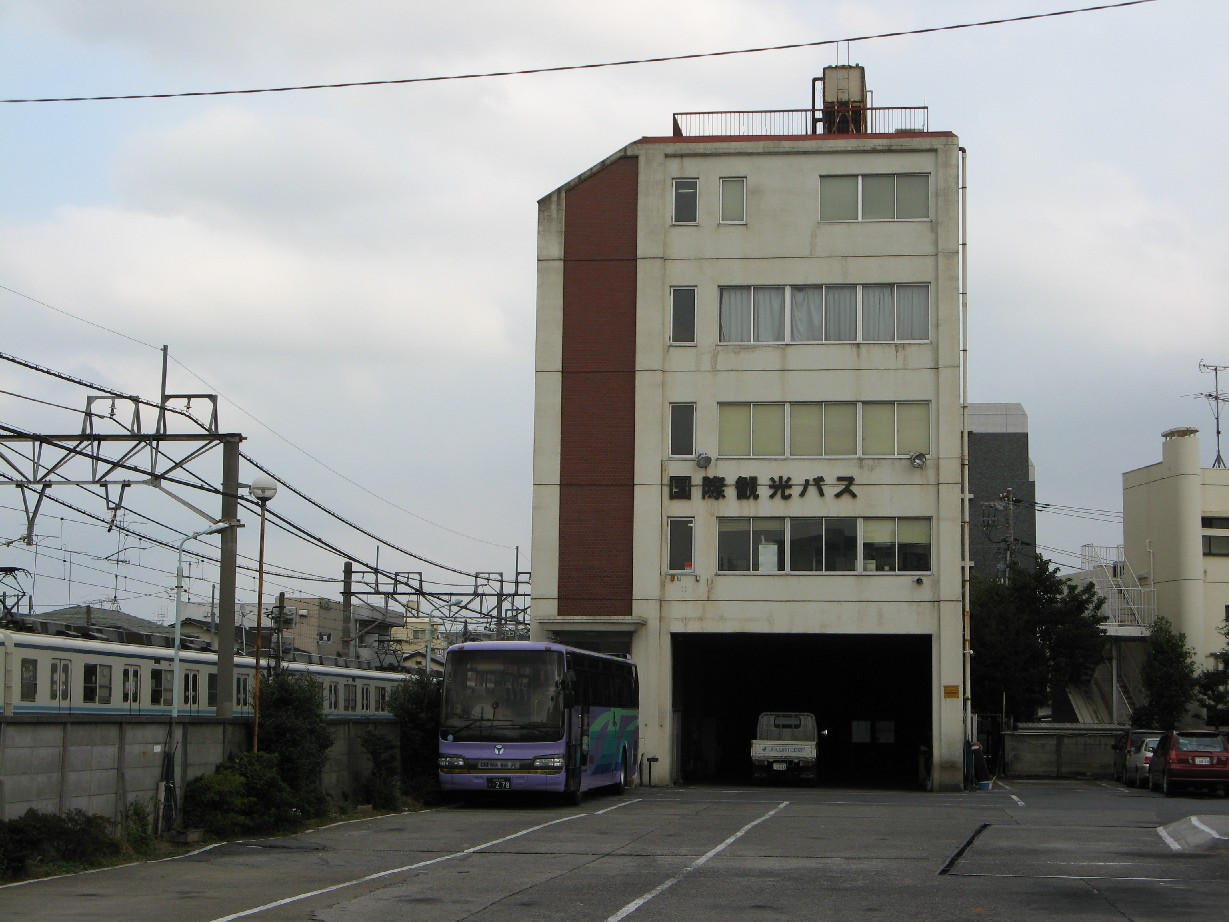
国際観光バス本社（2007年10月30日撮影 左側を走るのは東武東上本線8000系）

国際観光バス株式会社（こくさいかんこうバス）は、かつて東京都板橋区に本社を置いていた、日野自動車ディーラーである、東京日野自動車傘下の観光貸切専業バス事業者。北海道に存在する同名のバス事業者とは無関係である。
2007年12月27日をもって、国際興業の観光バス運行事業部門である国際興業観光バス株式会社に営業譲渡された。

## 営業所
- 本社・東京営業所（練馬ナンバー） - 国際興業の観光バス事業部・板橋営業所として2022年現在も存続[1]。
  - 東京都板橋区東新町1-5-7
- 所沢営業所（所沢ナンバー）  - 譲渡時に撤退
  - 埼玉県所沢市旭町25-16

## 沿革
- 1953年2月 設立。
- 2007年12月27日 国際興業傘下の国際興業観光バスに営業譲渡され、解散。

## 車両
日野ディーラー直系のため、保有車両はすべて日野製である。基本的に純正ボディ（2004年9月まで日野車体工業、以降ジェイ・バス）を採用しているが、富士重工業製のボディを架装した車両もいる。塗装は淡い紫色に銀や緑の模様を入れ、側面には馬のシルエットが描かれている。以前は世界各国の国旗が側面（左側面の乗降扉および右側面の運転席窓脇）に描かれていた。

## 関連会社
- 日和興業